# Çamëria

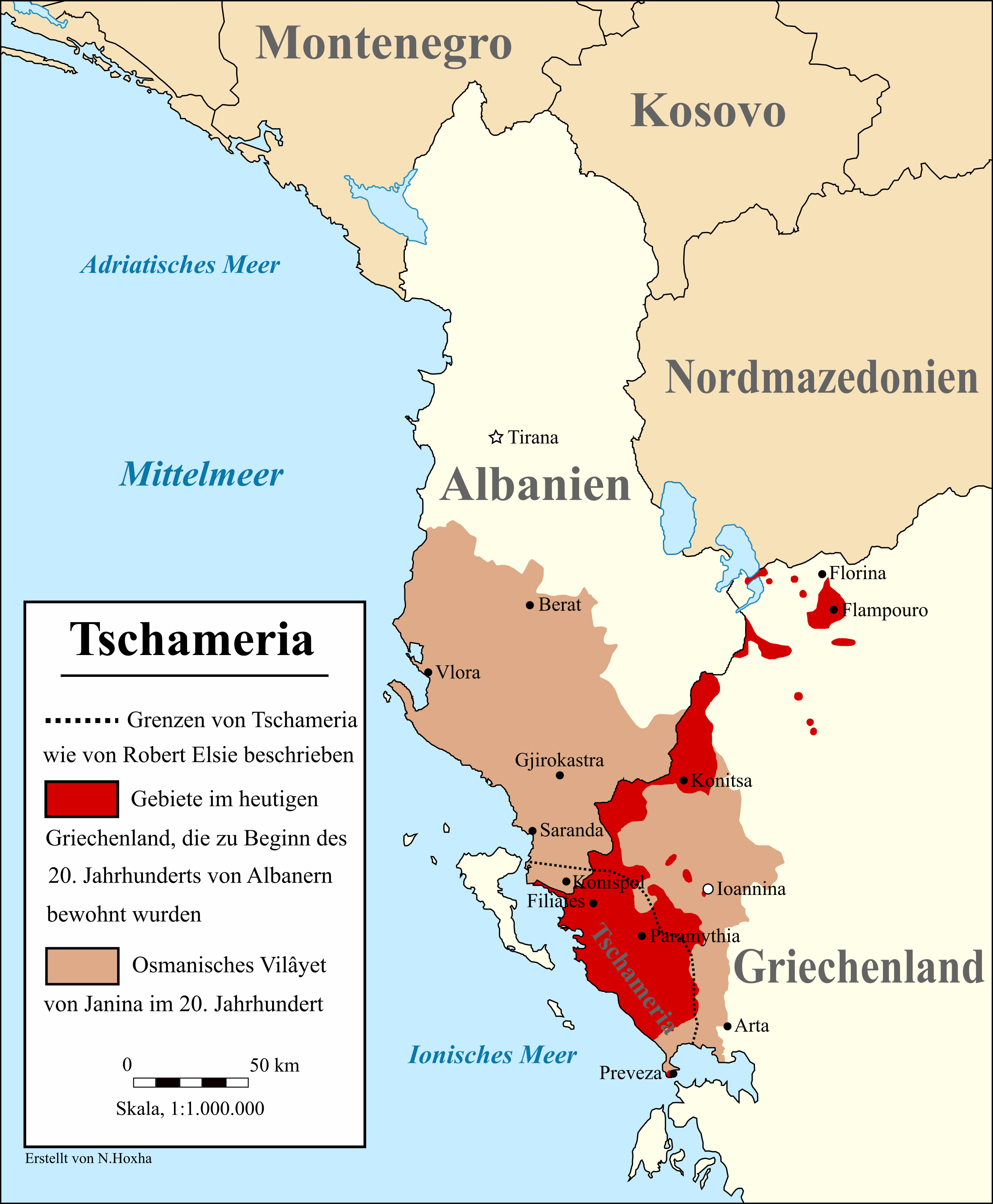
Karte mit der Region Tschameria, dem Vilayet von Janina und den ungefähren Regionen in Griechenland, die zu Beginn des 20. Jahrhunderts von Albanern bewohnt waren.

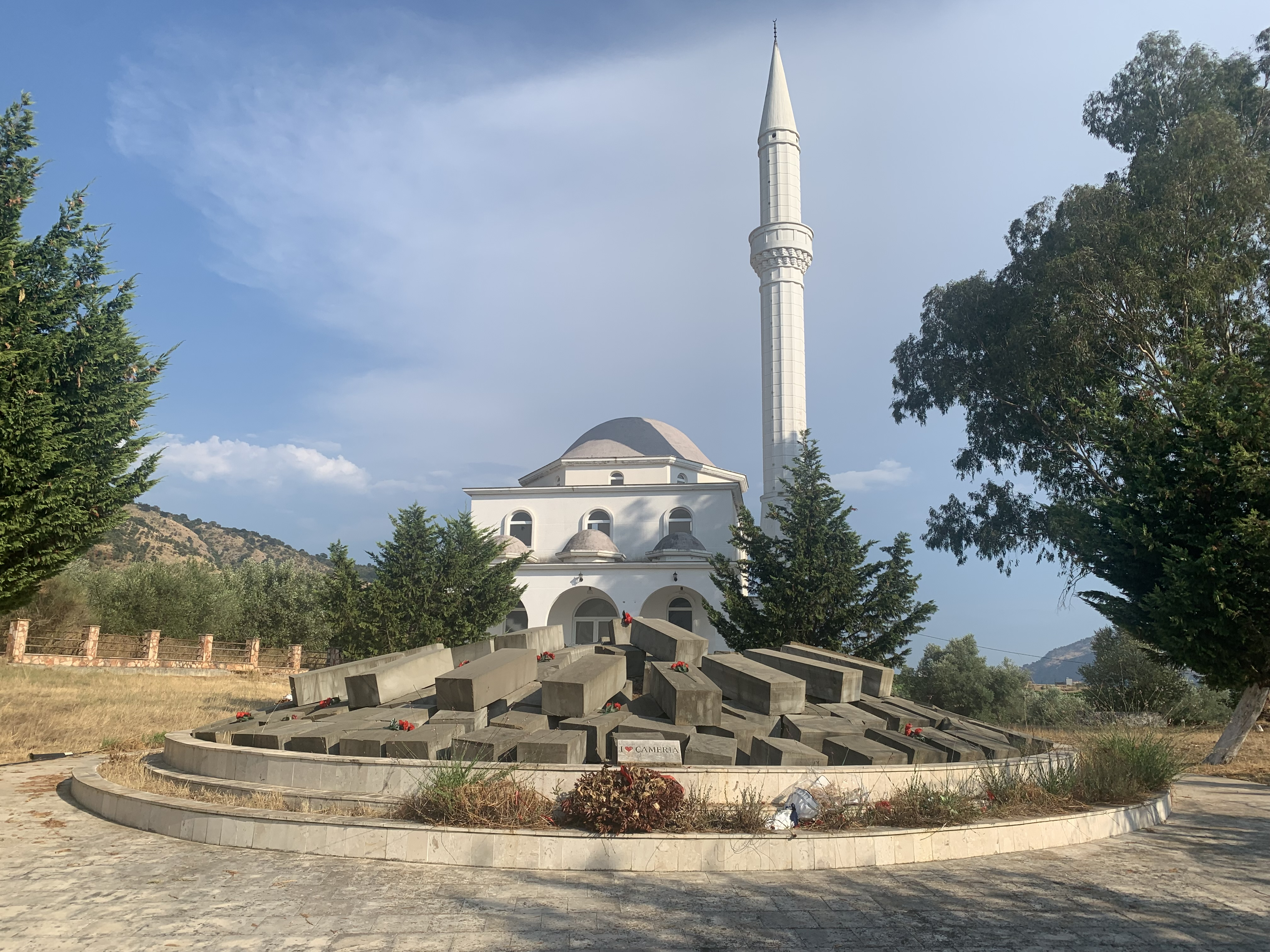
Denkmal zum Völkermord an den Tschamen in Kllogjer nahe Konispol

Çamëria,  deutsch  Tschameria (albanisch Çamëria, griechisch Τσαμουριά Tsamouriá, türkisch Çamlık), ist eine Küstenregion im historischen Epirus im heutigen Südalbanien und in Nordwestgriechenland. In der ethnisch-albanischen Nationalhistoriographie ist es die Heimat der albanischsprachigen Bevölkerung der Çamen und wird demgemäß mit dieser in Verbindung gebracht.

## Lage
Unter der osmanischen Herrschaft wurde die bergige Region der südwestlichen Balkanhalbinsel Çamlık genannt. Heute befindet sich Çamëria auf beiden Seiten der griechisch-albanischen Grenze. In Griechenland umfasst es die Regionaleinheiten Thesprotia, Preveza und einige Orte in der östlichen Regionaleinheit Ioannina in der Region Epirus. In Albanien erstreckt es sich auf die Küstenregion südlich von Himara bis zur griechischen Grenze.
Abgesehen von geographischen Verwendungen hat die Bezeichnung in der heutigen Zeit in Albanien auch irredentistische Assoziationen angenommen.

## Namensherkunft
Çamëria, als Substantivierung des albanischen Demonyms çam, stammt – über eine ausgestorbene lokale slawische Zwischenform *čamŭ oder *čama, seinerseits aus einem älteren *tjama – vom altgriechischen Namen des Flusses Thyamis (Tsiamis) ab, der heute Kalamas genannt wird. Anders als Vladimir Orel betrachtet Eqrem Çabej çam als eine direkte Herleitung aus Thyamis.
Nach der Eingliederung der Region in Griechenland (1913) identifizierte der Begriff Tsamidis (Τσαμηδης) hauptsächlich die albanischsprachigen Muslime der Region.
Allerdings wird der Begriff Çamëria heute hauptsächlich von den Albanern für die Küstenregion entlang der Ionischen Küste von Konispol nach Norden bis südlich vom Acheron-Tal im Kreis Saranda in Südalbanien verwendet.

## Geschichte

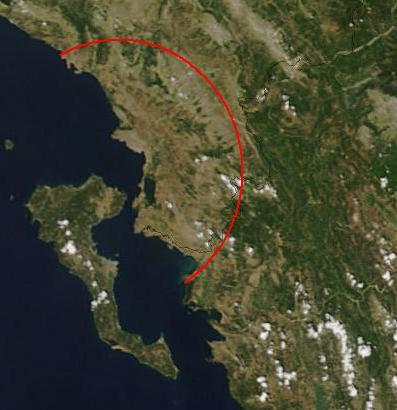
NASA-Satellitenbild der ionischen Küste bei Korfu; markiert ist die ungefähre Lage Chaonias

Die Geschichte von Çamëria folgt überwiegend der der historischen Region Epirus.

### Antike
In der Antike gehörte Çamëria zur Landschaft Chaonia und reichte ungefähr von Amantia im Norden bis zum Fluss Thyamis im Süden und schloss dabei die Landschaft Cestrine mit ein. Im Südosten grenzte Chaonia an die Molossia, im Süden an Thesprotia, im Nordosten lässt sich die Grenze nicht so klar ziehen. Hauptstadt war Phoinike.

### Mittelalter

Der Staat von Epirus während seiner Entstehung und der nachfolgenden Expansion 1205–1230

Das Gebiet von Çamëria gehörte im Mittelalter zum Römischen und später zum Byzantinischen Reich. Vor dem 4. Kreuzzug war der Epirus in der byzantinischen Welt eine vergessene Region. Als französisch-flämische Kreuzfahrer und Venezianer während des Vierten Kreuzzuges (1204) in die Gebiete des Byzantinischen Reiches vordrangen und Konstantinopel geplündert und erobert wurde, wurde das von Michael I. Komnenos Dukas Angelos um das Jahr 1205 gegründete Despotat Epirus ein Ziel für viele griechische Flüchtlinge aus Konstantinopel, Thessalien und dem Peloponnes, die der lateinischen Herrschaft entkommen wollten.
In einer venezianischen Urkunde aus dem Jahr 1210 geht die früheste Erwähnung von  „Arbanenses“ (Albanern) in der Region von Epirus hervor, die in dem Gebiet gegenüber der Insel Korfu lebten. Byzantinische Quellen stellen die Albaner als arme und autonome Nomaden dar, die Raubzüge auf befestigte Städte verübten. Das erste Erscheinen der Albaner in „tanta quantitate numerosa“ (großer Menge) geht aus einem Brief des venezianischen Marino Sanutus Torsello (1270–1343) aus dem Jahr 1325 hervor, in dem er die Anwesenheit von Massen von Albanern in Thessalien erwähnt, die von Ort zu Ort zogen und die Länder außerhalb der Mauern zerstörten. Diese Art der albanischen Anwesenheit auf dem Gebiet des Despotats Epirus wird bis 1337 nicht schriftlich belegt, als Albaner um Berat und Kanina revoltierten und Razzien und Plünderungen gegen Städte und Burgen durchführten.

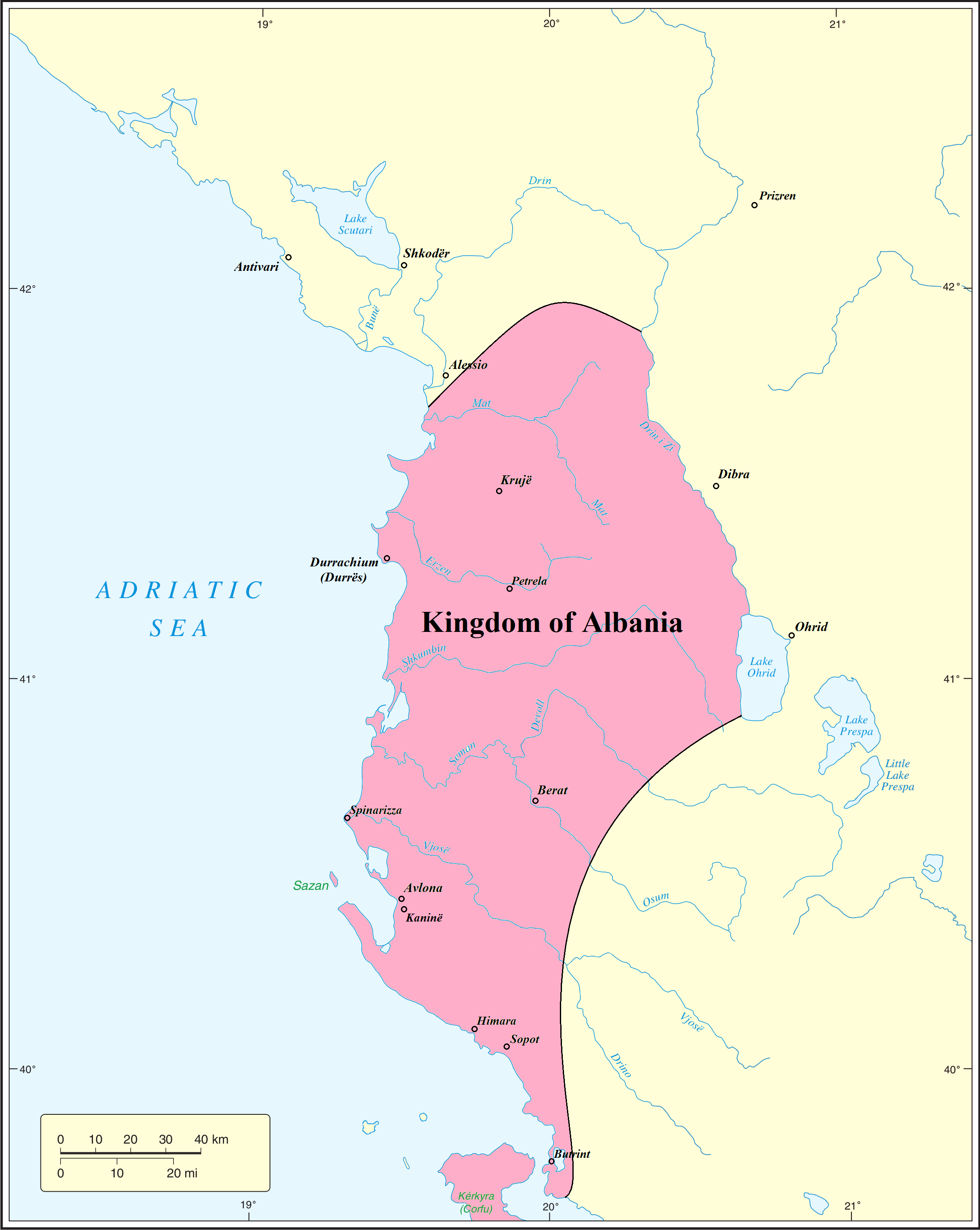
Die maximale Ausdehnung des Regnum Albaniae

Ab 1272 gehörte Çamëria zum Regnum Albaniae, das sich von Durrës südlich entlang der Küste bis zum Kap Gjuhëz auf der Halbinsel Karaburun mit nicht klaren Grenzen im Landesinneren ausdehnte.
Unter Ausnutzung des Byzantinischen Bürgerkrieges (1341–1347) und einer großen Pestepidemie (1347/1348) im Epirus und in Thessalien eroberte der serbische Zar Stefan Dušan mit Unterstützung verschiedener albanischer Fürsten und deren Stammesangehörige das Despotat Epirus und somit Çamëria, Akarnanien und Ätolien und gliederte es in sein serbisches Reich ein.
Mit dem Tod des Kaisers der Serben, Griechen, Albanesen und Bulgaren, Stefan Dušan (1355) und dem Zusammenbruch des serbischen Reiches (1355) wurden auf dem albanischen Gebiet eine Reihe Feudalfürstentümer gegründet, die nicht zu einer Vereinigung der Kräfte gegen die Expansion der muslimischen Osmanen in Epirus führte, sondern sich untereinander bekämpften, sich nach und nach trennten und somit für die Osmanen wehrlos wurden. Die Grenzen dieser Feudalfürstentümer änderten sich von Jahr zu Jahr, sogar von Monat zu Monat.

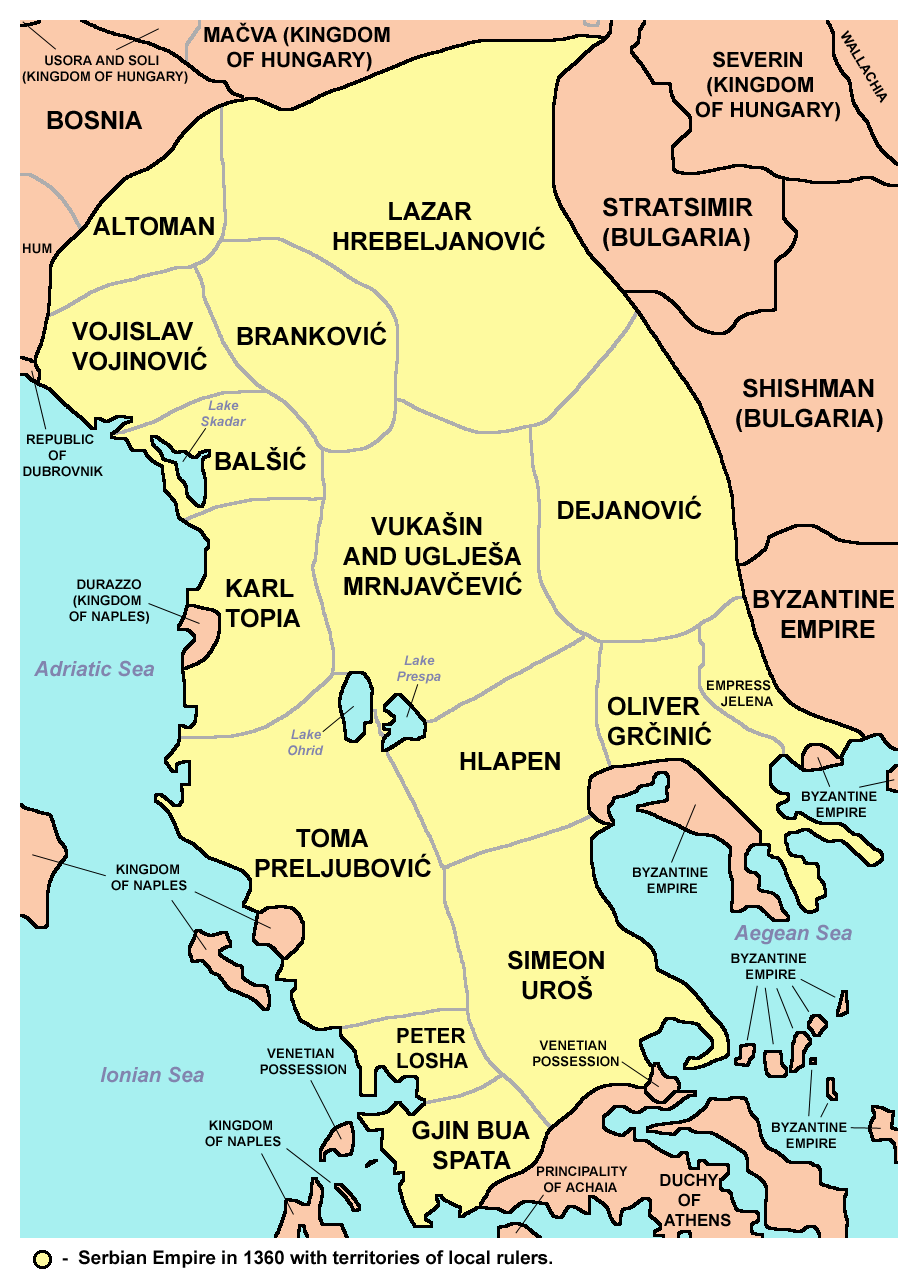
Karte des Serbischen Reiches um 1360 mit den Territorien der Teilfürsten

Stefan Dušans Halbbruder, Simeon Uroš Palaiologos, sah die Gelegenheit gekommen, den serbischen Thron für sich zu beanspruchen und zog gegen seinen Neffen Stefan Uroš V., wurde aber 1356 besiegt und zog sich nach Thessalien und Epirus zurück, wo er anfangs die Herrschaft über Epirus mit seinem Schwager Nikephoros II. Orsini, dem letzten Despoten von Epirus aus der Orsini-Dynastie (1335–1359) teilte. Nikephoros fiel im Frühling oder Sommer 1359 im Kampf gegen die albanischen Fürsten Peter Losha und Gjin Bua Shpata in der Schlacht am Acheloos.
Der Ausfall des Serbischen Reiches als Ordnungsmacht auf dem westlichen Balkan und der Tod von Nikephoros bewirkten letztlich die völlige Auflösung des Despotats Epirus. Zahlreiche Klein- und Kriegsfürsten unterschiedlicher Herkunft, darunter Serben, Albaner und Italiener, hielten einzelne Städte oder kleine Landstriche mit einigen Burgen und führten fast ständig Krieg gegeneinander. Darunter waren die rivalisierenden Fürsten Thomas Preljubović und Simeon Uroš Palaiologos. Letzterer konnte Thessalien und Epirus weitestgehend unter seine Kontrolle bringen und teilte das Herrschaftsgebiet in Territorien auf.
Die Region Çamëria wurde in vier Gebiete unterteilt:
- das von Gjin Zenevisi mit der Hauptstadt Argyrokastron, das heute zu Albanien gehört,
- das von Simeon Uroš Palaiologos, das um 1366 weiter unterteilt wurde. Der östliche Teil ging an seinen Schwiegersohn Thomas Preljubović, Sohn des bedeutendsten Heerführers des Kaisers Stefan Dušan, das heute zu Albanien gehört.
- Die beiden südlichen Gebiete, das  Despotat Arta unter Peter Losha und das  Despotat Angelokastro unter Gjin Bua Shpata,[13] gehören heute zu Griechenland.

#### Der albanische Teil von Çamëria
Über die historische Region Çamëria im heutigen Albanien ist wenig bekannt. Zwischen 1386 und 1417, als es von den Osmanen erobert wurde, war es ein umstrittenes Gebiet zwischen dem Despotat Epirus und dem albanischen Clan von Gjin Zenevisi.

#### Der griechische Teil von Çamëria

##### Das Despotat Arta

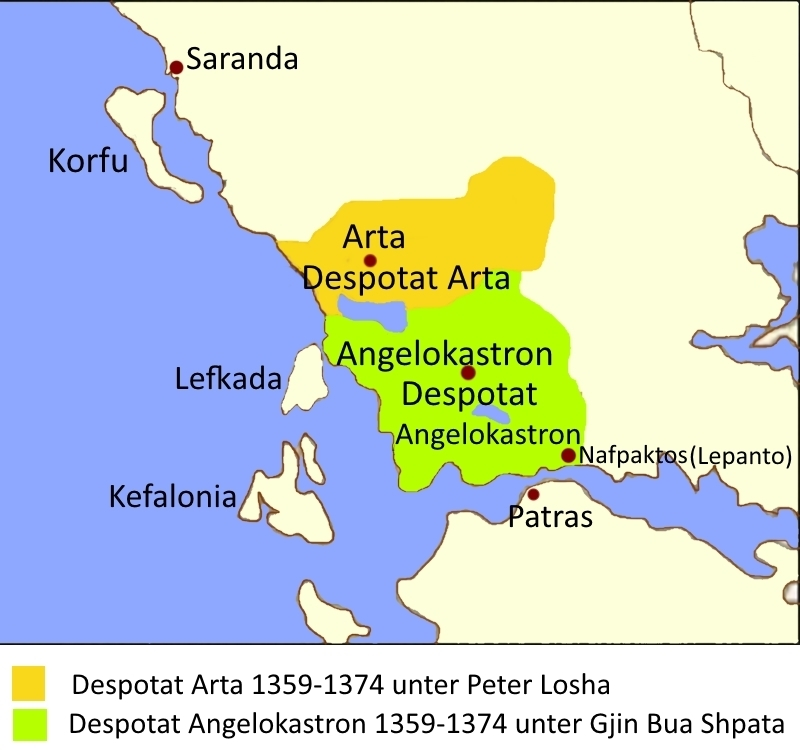

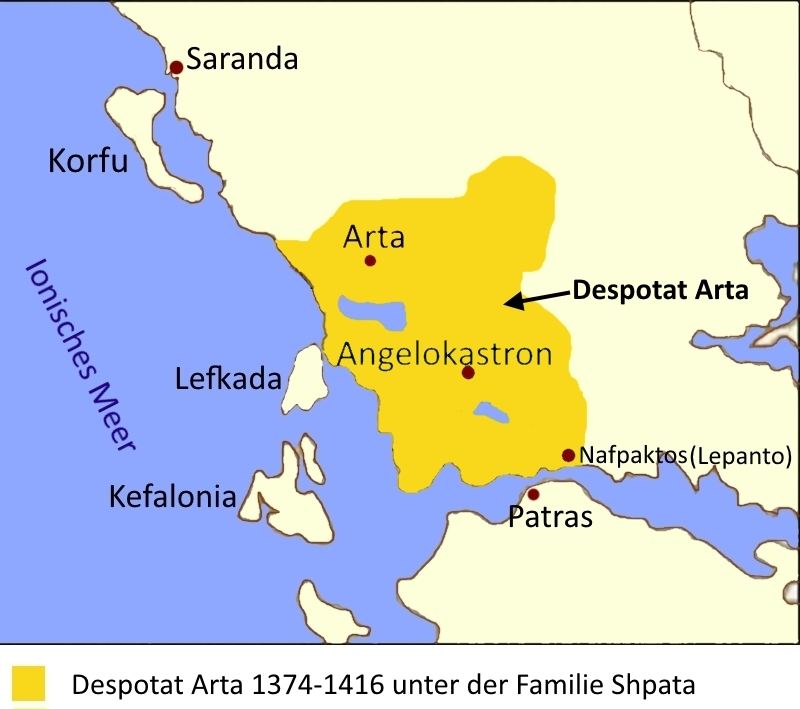

Nach Loshas Tod brachte Bua Shpata im Jahr 1374 Angelokastro und 1378 Nafpaktos (Lepanto) unter seine Kontrolle. Sein Herrschaftsgebiet erstreckte sich nun vom Golf von Korinth bis zum Acheron.
In der Folgezeit kam es zu internen Streitigkeiten und aufeinander folgende Zusammenstöße mit den Nachbarn (einschließlich der seit den 1360er Jahren aufsteigenden Macht der muslimischen Osmanen), die zum Sturz der albanischen Vorherrschaft und deren Machthaber, der albanischen Familie Bue Shpata führte. Besonders schwierig waren die Kriege zwischen den Shpata und den italienischen Tocco und indirekt für die benachbarten Herrschaften.
Im Jahr 1416 wurde der islamisierte Yaqub Shpata von Carlo I. Tocco (Pfalzgraf von Kefalonia und Zakynthos und Despot von Epirus) erobert, der das Despotat Arta in sein Reich eingliederte. Die Tocco wiederum wichen allmählich den Osmanen, die 1431 den südlichen Teil von Çamëria besetzten und Carlo II. Tocco (Neffe Carlos I.) erlaubten, Arta, Akarnanien und seine Inseln (Kefalonia und Zakynthos) gegen Zahlung eines jährlichen Tributs als osmanischer Vasall weiterhin zu regieren. Die Archonten erwarben die Fortdauer ihrer Privilegien durch die übliche Kopfsteuer.
Um Unterstützung gegen die Osmanen zu erhalten, bat Carlo II. die Republik Venedig um Schutz, ansonsten „sei er gezwungen zu einer Vereinbarung mit den Genuesen, Katalanen oder mit den Osmanen zu kommen.“ Als das Schicksal des Sultans im Jahr 1444 zu schwinden schien, sagte sich Carlo II. von der osmanischen Oberherrschaft los. In diesem kühnen Schritt wurde er von seinem Schwiegervater Giovanni I. Ventimiglia  (* 1382; † 1473 Castelbuono 1473;) 1. Marquis von Geraci usw., Gouverneur der Stadt Neapel beraten und unterstützt. Dieser landete mit einer kleinen Kavallerie und besiegte kurzzeitig die osmanische Armee. Nach seiner Heimkehr wurde Carlo kurze Zeit später von den Osmanen gefangen genommen und musste sich erneut als Vasall bis zu seinem Tod am 30. September 1448 unterwerfen.

##### Osmanische Periode

Sandschak Albanien um 1431

Bis 1466 gehörte Çamëria zum Sandschak Albanien und dann zum Sandschak Avlona, als es zwischen Griechenland und Albanien aufgeteilt wurde.
Aus der albanischen Çamëria und genauer gesagt aus Piqeras, Lukova, Klikursi, Shën Vasil und Nivica-Bubar wanderten im Jahr 1743 Verwandte des Fremdenregimentes Granatieri Real Macedone (auch bekannt als Regiment der Infanterie Real Macedonia) ins Königreich Neapel aus, wo 18 griechisch-albanische Familien von König Karl VII. in den Abruzzen außer 793 Tomoli (ca. 320 ha) auch alles Notwendige für den Landbau zur Verfügung zu stellen, womit auch Tiere und landwirtschaftliche Geräte inbegriffen waren. Außerdem erhielten die griechisch-albanischen Familien eine 20-jährige Steuerbefreiung von jedem Peso und Censo, die in der Regel von jedem Untertan an das königliche Haus zu zahlen waren. (Siehe Hauptartikel: Villa Badessa, Albanische Einwanderung nach Italien (1743))
1909 wurde die Çamëria unter dem turkisierten Namen Çamlık als eigener Sandschak eingerichtet. Zum Hauptort wurde Igoumenitsa bestimmt, dessen bisheriger albanischer Namen Gomoniçe zu Ehren des neuen Sultans Mehmed V. Reşad in Reşadiye geändert wurde. Zu dem Sandschak gehörten auch die Kazas Margaliç (heute: Margariti) mit der Stadt Parga, Aydonat (heute: Paramythia) und Filât (heute: Filiates). Der letzte Mutasarrif des Sandschaks war Mahmud Ekrem Bey aus der Familie der Libohova-Aslanpaşalı. Er zog sich nach vergeblicher Verteidigung gegen die Griechen im 1. Balkankrieg nach Albanien zurück und kämpfte dann auf albanischer Seite weiter gegen die griechischen Truppen. In dem neu gegründeten Staat Albanien führte er unter dem Namen Eqrem Libohova seine Karriere weiter. Sie führte ihn durch diverse Ministerposten bis ins Amt des Ministerpräsidenten Albaniens.

##### Nach den Balkankriegen und dem Ersten Weltkrieg
Nachdem der größte Teil der Çamëria an Griechenland gefallen war, wurde dort das Gebiet unter dem antiken Namen Thesprotia geführt und die Ortsnamen albanischer Herkunft hellenisiert.